# ラズィー・ムーサヴィー
セイイェド・ラズィー・ムーサヴィー（ペルシア語: سید رضی موسوی、英語: Sayyed Razi Mousavi、1963年 - 2023年12月25日）は、イスラム革命防衛隊のゴドス軍に所属していたイランの将官。2023年パレスチナ・イスラエル戦争中、シリアのダマスカス郊外県アッ＝サイイダ・ザイナブでイスラエル軍の空爆により殺害された。死亡時点で、ムーサヴィーはシリアで最も影響力のあるイランの軍事司令官と見られていた。

## 軍歴
ムーサヴィーは1980年代からシリアでイランの準軍事組織ゴドス軍の下で奉公し、レバノンの準軍事組織ヒズボラに対して武器や資金が滞りなく移送されるよう差配した。1990年には、2250部隊として知られるシリアにおけるイランの後方支援部門の責任者を拝命。シリア内戦の最中、ムーサヴィーはイスラエルが画策した暗殺未遂に何度も直面した。

## 死亡
2023年12月25日、パレスチナ・イスラエル戦争の最中、ダマスカスから南方10kmのアッ＝サイイダ・ザイナブにあるムーサヴィーの邸宅を狙ったイスラエル軍の空爆により、ムーサヴィーは殺害された。彼の死は、ガーセム・ソレイマーニー司令官暗殺後に殺害されたイラン軍高官としては最高位を記録したことになる。
イランの大統領エブラーヒーム・ライースィーは、ムーサヴィー殺害を以て「シオニスト政権がこの地域で挫折し、弱体化していることの表れであり、その代償を必ずや払うことになるであろう」と評した。シリアの外務大臣ファイサル・アル＝ミクダードもこの攻撃を批難した。